# Luís Gonzaga Féchio
Luís Gonzaga Féchio (* 4. Dezember 1965 in Matão, Brasilien) ist ein brasilianischer römisch-katholischer Geistlicher und Bischof von Amparo.

Wappen von Luiz Gonzaga Féchio.

## Leben
Luís Gonzaga Féchio empfing am 14. Dezember 1990 die Priesterweihe für das Bistum São Carlos.
Papst Benedikt XVI. ernannte ihn am 19. Januar 2011 zum Weihbischof in Belo Horizonte und Titularbischof von Putia in Byzacena. Die Bischofsweihe spendete ihm der Erzbischof von Belo Horizonte, Walmor Oliveira de Azevedo, am 19. März desselben Jahres; Mitkonsekratoren waren Paulo Sérgio Machado, Bischof von São Carlos, und Bruno Gamberini, Erzbischof von Campinas. Als Wahlspruch wählte er PELA GRAÇA DE DEUS.
Papst Franziskus ernannte ihn am 6. Januar 2016 zum Bischof von Amparo. Die Amtseinführung fand am 19. März desselben Jahres statt.